# Assemblée d'Estrémadure
XIe législature
Hôpital de Saint-Jean-de-Dieu (es)
L'Assemblée d'Estrémadure (en espagnol : Asamblea de Extremadura) est l'organe monocaméral exerçant le pouvoir législatif dans la communauté autonome espagnol de l'Estrémadure. Elle est aussi chargée d'approuver les budgets de la communauté autonome et initie et contrôle les actions du gouvernement estrémègne. Son siège est à Mérida.
L'Assemblée siège dans sa XIe législature. Depuis le 23 juin 2015, sa présidente est la socialiste Blanca Martín Delgado.

### Sources
- (es) Cet article est partiellement ou en totalité issu de l’article de Wikipédia en espagnol intitulé « Asamblea de Extremadura » (voir la liste des auteurs).